# Rupes Altai
Le Rupes Altai est une falaise lunaire située au sud-est de la face visible de la Lune.
Le Rupes Altai est une longue crête qui mesure 427 kilomètres de longueur. cette formation s'élève au sud-ouest de la Mare Nectaris. Le Rupes Altai s'étend dans la direction du Nord depuis le cratère Piccolomini (en) au Sud jusqu'au cratère Tacitius (en) au Nord et au Sinus Asperitatis au Nord-Est. Par endroits la hauteur de cette longue falaise atteint et dépasse le kilomètre d'altitude.
Son nom a été adopté en 1961 par l'Union astronomique internationale en raison de sa ressemblance avec le massif montagneux de l'Altaï.